# Robert Phillipson
Robert Phillipson (16 marzo 1942) è uno scrittore e professore di linguistica britannico.
Phillipson si è laureato presso l'Università di Cambridge, ha conseguito la laurea magistrale presso l'università di Leeds e ha ottenuto il dottorato di ricerca presso l'Università di Amsterdam. È stato direttore dell'ex Istituto di Lingue e Culture presso l'Università di Roskilde e in seguito è diventato professore ordinario presso il dipartimento di inglese della scuola d'affari di Copenaghen. Oggi è professore emerito presso la facoltà di scienze della comunicazione economica internazionale. Phillipson compie le sue ricerche e pubblica nei settori linguistica applicata, letteratura inglese e interlinguistica, esplorando in particolare i campi tematici dell'imperialismo linguistico, il ruolo dell'inglese nel mondo e la didattica delle lingue straniere.
Egli è probabilmente più noto al pubblico per aver pubblicato libri contro il colonialismo e l'imperialismo diffuso con la lingua inglese.
Tra le sue opere possiamo citare:
- Imperialismo linguistico (titolo originale: Linguistic Imperialism), 1992
- Language: A Right and a Resource: Approaching Linguistic Human Rights, 1999
- English-Only Europe?: Challenging Language Policy, 2003 (tradotto in esperanto da István Ertl: Ĉu nur-angla Eŭropo? Defio al lingva politiko, 2004).
- Social Justice Through Multilingual Education 2009
- L'imperialismo linguistico inglese continua (titolo originale Linguistic Imperialism continued) 2010

Phillipson ha tre figli: Caspar, Thomas e Louise, ed è sposato con la linguista finlandese Tove Skutnabb-Kangas.
| Controllo di autorità | VIAF (EN) 34553151 · ISNI (EN) 0000 0001 0886 7280 · SBN TO0V080425 · LCCN (EN) n84093678 · GND (DE) 1051929091 · BNF (FR) cb12452620x (data) · J9U (EN, HE) 987007457797305171 · NSK (HR) 000152974 · NDL (EN, JA) 001133376 |